# Maurizio di Nassau
Maurizio d'Orange (olandese: Maurits van Oranje; Dillenburg, 14 novembre 1567 – L'Aia, 23 aprile 1625) fu statolder di tutte le province della repubblica olandese tranne la Frisia dal 1585 fino alla sua morte nel 1625. Prima che diventasse principe d'Orange in seguito alla morte del fratellastro Filippo Guglielmo nel 1618, era noto come Maurizio di Nassau.
Maurizio trascorse la sua infanzia a Dillenburg nella contea di Nassau, e studiò ad Heidelberg e Leida. Successe a suo padre Guglielmo il Taciturno come statolder di Olanda e Zelanda nel 1585, e diventò statolder di Utrecht, Gheldria e Overijssel nel 1590, e di Groninga nel 1620. in qualità di Capitano-Generale e Ammiraglio dell'Unione, Maurizio organizzò la ribellione olandese contro la Spagna in modo coerente, rivolta di successo e gli valse la fama di stratega militare. Sotto la sua guida e in collaborazione con il landsadvocaat Johan van Oldenbarnevelt, l'esercito degli stati olandese ottenne molte vittorie e spingendo gli spagnoli fuori a nord e ad est della Repubblica. Maurizio avviò il rilancio e la revisione delle dottrine classiche di Publio Vegezio Renato e sperimentò le nuove forme europee di armamento. Durante la tregua dei dodici anni, si scatenò una disputa religiosa nella Repubblica, e scoppiò un conflitto tra Maurizio e Van Oldenbarnevelt, che si concluse con la decapitazione di quest'ultimo. Dopo la tregua, Maurizio non riusciì a ottenere altre vittorie militari. Morì senza prole legittima a L'Aia nel 1625, e fu succeduto dal fratellastro Federico Enrico.

## Vita
Maurizio era figlio di Guglielmo il Taciturno e della Principessa Anna di Sassonia e nacque nel castello di Dillenburg. Prese il nome dal nonno materno, il Principe-Elettore Maurizio di Sassonia, che era anche un noto generale.
Maurizio non si sposò mai, ma fu padre di figli illegittimi, avuti da Margaretha van Mechelen (incluso Guglielmo di Nassau, signore di De Lek e Luigi di Nassau, signore di De Lek e Beverweerd) e and Anna van de Kelder. Fu allevato a Dillenburg da suo zio Giovanni di Nassau (Jan il Vecchio).
Assieme al cugino, il conte Guglielmo Luigi studiò a Heidelberg e successivamente a Leida dove incontrò Simone Stevino. Le province d'Olanda e Zelanda pagarono integralmente i suoi studi, dal momento che il padre stava vivendo dei momenti finanziari difficili, avendo investito il proprio patrimonio personale nelle prime fasi della rivolta olandese.

Maurizio da bambino

A soli 16 anni, quando il padre venne assassinato a Delft nel  1584, egli ottenne il grado di statolder (Stadhouder), anche se il titolo non era ereditario. I monarchi di Inghilterra e Francia erano stati invitati ad accettare la sovranità, ma avevano rifiutato. Ciò aveva lasciato Maurice come l'unico candidato accettabile per quella posizione. Divenne quindi statolder d'Olanda e Zelanda nel 1585, di Gheldria, Overijssel e Utrecht nel 1590 e di Groninga e Drenthe nel 1620 (a seguito della morte di Guglielmo Luigi, che era stato Statolder in queste terre ed in Frisia)
Il protestante Maurizio venne preceduto nel titolo di Principe d'Orange (non un titolo olandese) dal fratellastro Filippo Guglielmo: questi venne però imprigionato dalla Spagna, rimanendo in carcere sino al 1596, e fu di fatto impossibilitato alla guida della causa d'indipendenza olandese.
Maria of Nassau (1556–1616), che era anche lei figlia del primo matrimonio di Guglielmo I d'Orange con la ricca e potente aristocratica Anna di Egmont, (1533–1558), come Filippo Guglielmo, fu una contendente di Maurizio per l'eredità paterna.
Maurizio venne nominato Capitano-Generale dell'esercito olandese nel 1587, scavalcando conte di Leicester, che ritornò in Inghilterra indignato dalla decisione.

## Carriera militare
Maurizio capeggiò la ribellione contro la Spagna in maniera coerente e di successo, riorganizzando l'armata assieme al conte Guglielmo Luigi di Nassau-Dillenburg, studiando storia militare, strategia e tattica, matematica e astronomia e distinguendosi come uno dei migliori strateghi della sua epoca. Prestando particolare attenzione alle teorie d'assedio di Simone Stevino, egli conquistò villaggi e fortezze che costituivano punti chiave del territorio: Breda nel 1590, Steenwijk nel 1592 e Geertruidenberg nel 1593.
Le sue vittorie con i contingenti di cavalleria negli scontri di Turnhout (1597) e di Nieuwpoort (1600) gli apportarono una grande fama militare e riconoscimenti da tutta Europa. Malgrado questi successi, la Casa d'Orange-Nassau non ottenne dalle monarchie europee il rispetto che avrebbe voluto, dal momento che il titolo di Statolder non era ancora stato dichiarato ereditario..

## Conflitto contro Oldenbarnevelt

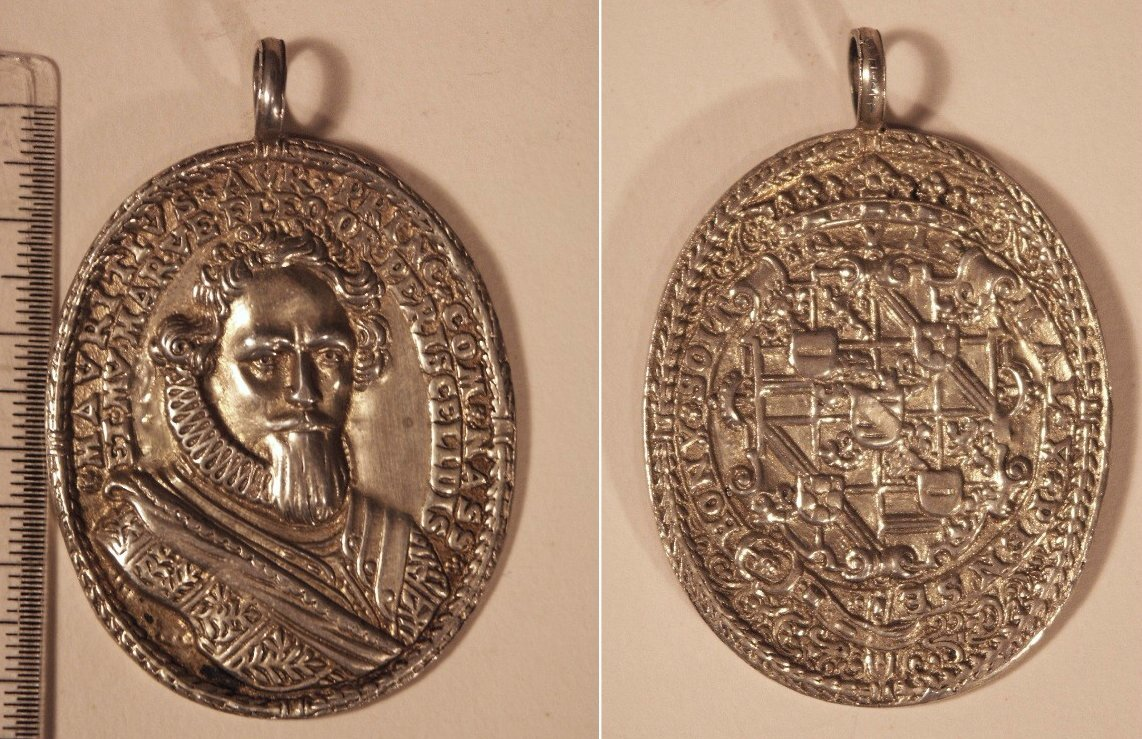
Medaglia in argento del 1615, incastonata con un ritratto originale di Maurizio di Nassau, realizzata da A. Rottermont.

Maurice si servì all'inizio della sua carriera del Landsadvocaat (una specie di segretario) Johan van Oldenbarnevelt, ma gradualmente le tensioni tra i due uomini si fecero sempre più acute. Contro l'opinione di Maurizio, e malgrado le sue proteste, Van Oldenbarnevelt decise di siglare la tregua dei dodici anni con la Spagna, che durò dal 1609 al 1621: ovviamente questo fatto era in parte giustificato dalle finanze dello stato che, sempre carenti, dovevano in parte essere destinate alla causa bellica.
Con i contrasti religiosi tra Gomaristi, (Calvinisti) e Arminiani, lo scontro personale tra Van Oldenbarnevelt e Maurizio raggiunse la propria acme e Van Oldenbarnevelt venne arrestato, torturato e decapitato, malgrado le numerose richieste di grazia. Dal 1618 sino alla sua morte, Maurizio ebbe quindi un potere incontrastato sulle Repubbliche olandesi e ordinò al fratello Federico Enrico di sposarsi per preservare la dinastia.
Nel 1621 la tregua terminò e gli spagnoli, guidati da Ambrogio Spinola, I Marchese di Los Balbases, riscossero un notevole successo, inclusa la riconquista di Breda, antica residenza della famiglia Nassau, nel 1625. Maurizio morì al termine dell'assedio.
La tradizione vuole che in punto di morte, al pastore che gli chiedeva in che cosa credesse, abbia risposto: "Credo che due più due fanno quattro" (bis bina quatuor), massima divenuta proverbiale tanto da essere considerata il motto degli atei soprattutto dopo che Molière la mise in bocca al suo Don Juan.

## Discendenza
Maurizio non si sposò mai, ma fu padre di diversi figli illegittimi:
da Margaretha van Mechelen:
- Guglielmo di Nassau, signore di De Lek (1601–1627)
- Luigi di Nassau, signore di De Lek e Beverweerd (1604–1665)
- Maurizio (1604–1617)

da Cornelia Jacobsdochter:
- Anna ( - 1673)

da Ursula de Rijck:
- Elisabetta (1611–1679)
- Carlo (ca. 1612–1637)

da Anna van de Kelder:
- Carlo Maurizio

da Deliana de Backer:
- Eleonora ( - 1673)

## Antenati
|                                  |                       |                                   | Genitori                          |  |  | Nonni |  |  | Bisnonni                         |  |  | Trisnonni |  |
|                                  |                       |                                   |                                   |  |  |       |  |  | Giovanni IV di Nassau-Dillenburg |  |  | …         |  |
|                                  |                       |                                   |                                   |  |  |       |  |  | Giovanni IV di Nassau-Dillenburg |  |  | …         |  |
|                                  |                       | …                                 |                                   |  |  |       |  |  | Giovanni IV di Nassau-Dillenburg |  |  |           |  |
| Guglielmo I di Nassau-Dillenburg |                       |                                   |                                   |  |  |       |  |  | Giovanni IV di Nassau-Dillenburg |  |  |           |  |
|                                  |                       | Elisabetta d'Assia-Marburg        | Enrico II d'Assia-Marburg         |  |  |       |  |  |                                  |  |  |           |  |
|                                  |                       | Elisabetta d'Assia-Marburg        | Enrico II d'Assia-Marburg         |  |  |       |  |  |                                  |  |  |           |  |
|                                  |                       | Elisabetta d'Assia-Marburg        | Anna di Ketznelnbogen             |  |  |       |  |  |                                  |  |  |           |  |
| Guglielmo I d'Orange             |                       | Elisabetta d'Assia-Marburg        |                                   |  |  |       |  |  |                                  |  |  |           |  |
|                                  |                       | Botho VIII di Solberg-Wernigerode | …                                 |  |  |       |  |  |                                  |  |  |           |  |
|                                  |                       | Botho VIII di Solberg-Wernigerode | …                                 |  |  |       |  |  |                                  |  |  |           |  |
|                                  |                       | Botho VIII di Solberg-Wernigerode | …                                 |  |  |       |  |  |                                  |  |  |           |  |
| Giuliana di Stolberg             |                       | Botho VIII di Solberg-Wernigerode |                                   |  |  |       |  |  |                                  |  |  |           |  |
|                                  |                       | Anna di Eppstein-Königstein       | …                                 |  |  |       |  |  |                                  |  |  |           |  |
|                                  |                       | Anna di Eppstein-Königstein       | …                                 |  |  |       |  |  |                                  |  |  |           |  |
|                                  |                       | Anna di Eppstein-Königstein       | …                                 |  |  |       |  |  |                                  |  |  |           |  |
| Maurizio di Nassau               |                       | Anna di Eppstein-Königstein       |                                   |  |  |       |  |  |                                  |  |  |           |  |
|                                  | Enrico IV di Sassonia | Alberto III di Sassonia           |                                   |  |  |       |  |  |                                  |  |  |           |  |
|                                  | Enrico IV di Sassonia | Alberto III di Sassonia           |                                   |  |  |       |  |  |                                  |  |  |           |  |
|                                  | Enrico IV di Sassonia | Sidonia di Boemia                 |                                   |  |  |       |  |  |                                  |  |  |           |  |
| Maurizio I, Elettore di Sassonia | Enrico IV di Sassonia |                                   |                                   |  |  |       |  |  |                                  |  |  |           |  |
|                                  |                       | Caterina di Meclemburgo-Schwerin  | Magnus II di Meclemburgo-Schwerin |  |  |       |  |  |                                  |  |  |           |  |
|                                  |                       | Caterina di Meclemburgo-Schwerin  | Magnus II di Meclemburgo-Schwerin |  |  |       |  |  |                                  |  |  |           |  |
|                                  |                       | Caterina di Meclemburgo-Schwerin  | Sofia di Pomerania-Wolgast        |  |  |       |  |  |                                  |  |  |           |  |
| Anna di Sassonia                 |                       | Caterina di Meclemburgo-Schwerin  |                                   |  |  |       |  |  |                                  |  |  |           |  |
|                                  |                       | Filippo I d'Assia                 | Guglielmo II d'Assia              |  |  |       |  |  |                                  |  |  |           |  |
|                                  |                       | Filippo I d'Assia                 | Guglielmo II d'Assia              |  |  |       |  |  |                                  |  |  |           |  |
|                                  |                       | Filippo I d'Assia                 | Anna di Meclemburgo-Schwerin      |  |  |       |  |  |                                  |  |  |           |  |
| Agnese d'Assia                   |                       | Filippo I d'Assia                 |                                   |  |  |       |  |  |                                  |  |  |           |  |
|                                  |                       | Cristina di Sassonia              | Ernesto di Sassonia               |  |  |       |  |  |                                  |  |  |           |  |
|                                  |                       | Cristina di Sassonia              | Ernesto di Sassonia               |  |  |       |  |  |                                  |  |  |           |  |
|                                  |                       | Cristina di Sassonia              | Elisabetta di Baviera             |  |  |       |  |  |                                  |  |  |           |  |
|                                  |                       | Cristina di Sassonia              |                                   |  |  |       |  |  |                                  |  |  |           |  |

## Riferimenti nella toponomastica
Le Isole Mauritius, situate nell'Oceano Indiano, prendono il nome da Maurizio di Nassau. Le isole vennero scoperte e così nominate da navigatori olandesi nel 1598 e qui si insediarono i primi coloni olandesi nel 1638.
Nel 1624, l'esploratore inglese Henry Hudson, all'epoca finanziato dalla Compagnia olandese delle Indie orientali, chiamò l'attuale Fiume Hudson "Fiume Maurizio" in onore del principe olandese.